# Courbe tautochrone
 (janvier 2022).
Si vous disposez d'ouvrages ou d'articles de référence ou si vous connaissez des sites web de qualité traitant du thème abordé ici, merci de compléter l'article en donnant les références utiles à sa vérifiabilité et en les liant à la section « Notes et références ».

Illustration.

Une courbe tautochrone est une courbe située dans un plan vertical, où le temps pris par une particule glissant le long de la courbe sous l'influence uniforme de la gravité jusqu'à son point le plus bas est indépendant de son point de départ.

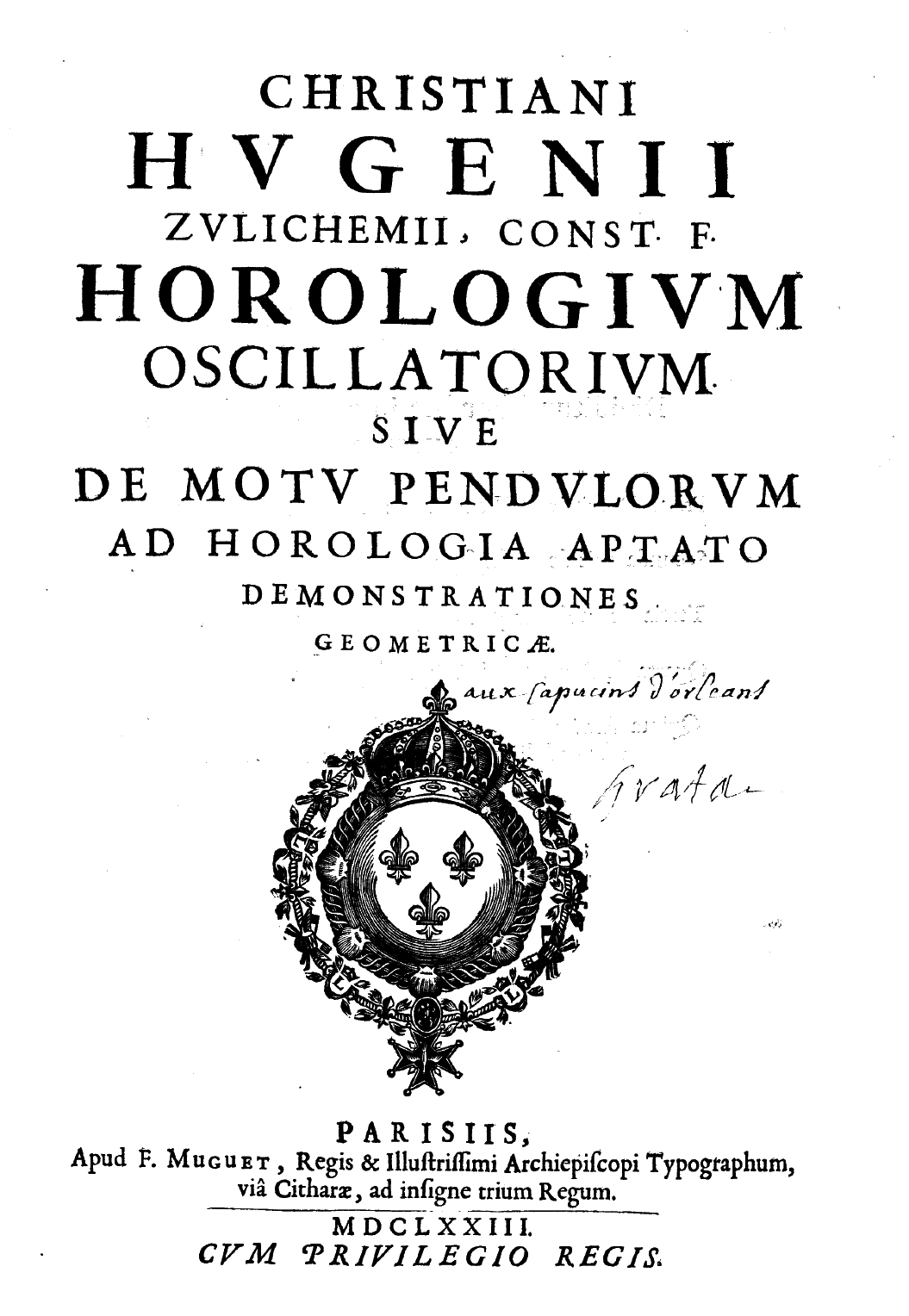
Christian Huygens, Horologium oscillatorium sive de motu pendulorum, 1673

Le problème tautochrone, l'essai d'identifier cette courbe, fut résolu par Huygens en 1659 dans le cas où seule la gravité agit. Il prouva géométriquement dans son Horologium oscillatorium (1673) que la courbe était une cycloïde. Cette solution fut utilisée ultérieurement pour attaquer le problème de la courbe brachistochrone.
Plus tard, des mathématiciens tels que Lagrange, d'Alembert et Euler cherchèrent une solution analytique au problème dans le cas général.

## Démonstration que la cycloïde est une courbe tautochrone
L’équation différentielle décrivant la cycloïde générée par un cercle de rayon R, est :
{\displaystyle \left({\frac {{\textrm {d}}y}{{\textrm {d}}x}}\right)^{2}={\frac {2R-y}{y}}}
Pour l’exercice qui nous intéresse on utilise une cycloïde inversée (tête en bas) dont l’équation différentielle prend la forme :
{\displaystyle \left({\frac {{\textrm {d}}y}{{\textrm {d}}x}}\right)^{2}={\frac {y}{2R-y}}}
On place une particule sur la courbe à la position de coordonnées {\displaystyle (x_{0},y_{0})} et on laisse la gravité agir (constante gravitationnelle g). La vitesse en un point quelconque (x, y) de la courbe est :
{\displaystyle v={\sqrt {2g(y_{0}-y)}}}
Le temps pris par la particule pour effectuer le trajet infinitésimal jusqu’au point de la courbe {\displaystyle (x+{\textrm {d}}x,y+{\textrm {d}}y)} est :
{\displaystyle {\textrm {d}}t={\frac {\sqrt {{\textrm {d}}x^{2}+{\textrm {d}}y^{2}}}{\sqrt {2g(y_{0}-y)}}}={\sqrt {\frac {R}{gy(y_{0}-y)}}}{\textrm {d}}y}
Le temps t que prendra la particule pour arriver au bas de la cycloïde est :
{\displaystyle t=\int _{0}^{y_{0}}{{\sqrt {\frac {R}{gy(y_{0}-y)}}}{\textrm {d}}y}}
En effectuant le changement de variable {\displaystyle \tau ={\frac {y_{0}-y}{y_{0}}}} puis {\displaystyle \tau =\sin ^{2}u} (ou directement {\displaystyle y=y_{0}\sin ^{2}u}) on trouve :
{\displaystyle t={\sqrt {\frac {R}{g}}}\int _{0}^{1}{\frac {d\tau }{\sqrt {\tau (1-\tau )}}}=\pi {\sqrt {\frac {R}{g}}}}
D’où il ressort que le temps de trajet est indépendant du point de départ sur la cycloïde.

## Autre démonstration (démonstration Lagrangienne)
- la définition d'une cycloïde en coordonnées (abscisse curviligne s, ordonnée y) est {\displaystyle s^{2}=8Ry(t)} si l'on considère une cycloïde dont la concavité est dirigée vers le haut, et si l'origine des {\displaystyle s} est prise au point le plus bas.

- or, d'après le théorème de l'énergie cinétique, {\displaystyle \left({\frac {ds}{dt}}\right)^{2}+2gy(t)={\rm {cste}}}.

L'élimination de la variable y entre ces deux équations conduit à :
{\displaystyle \left({\frac {ds}{dt}}\right)^{2}+{\frac {g}{4R}}s^{2}={\rm {cste}}}, soit {\displaystyle {\frac {d^{2}s}{dt^{2}}}+{\frac {g}{4R}}s=0}
D'où un mouvement oscillatoire tautochrone sinusoïdal de pulsation {\displaystyle \omega ={\frac {1}{2}}{\sqrt {\frac {g}{R}}}} ({\displaystyle T=4\pi {\sqrt {\frac {R}{g}}}}), indépendante de l'amplitude du mouvement.
Cette observation établit un lien avec le problème isochrone du puits de potentiel. Il est clair qu'un problème tautochrone est isochrone. Par contre, existe-t-il des puits différents qui admettent des oscillations isochrones ? La réponse est non : le seul puits symétrique à avoir une oscillation isochrone est la cycloïde avec par conséquent un mouvement sinusoïdal en abscisse curviligne (et pas le mouvement en abscisse, qui, en projection sur l'axe Ox, n'est pas sinusoïdal). On remarquera que dans le cas des "puits de potentiel" (ce qui n'est pas le même problème), est mouvement isochrone le mouvement de Kepler dans le puits du potentiel-apparent de Leibniz (1693) :
{\displaystyle V_{\text{effectif}}(r)={\frac {L^{2}}{2mr^{2}}}-GM{\frac {m}{r}}.}
Tous ces puits de potentiel sont reliés entre eux via la transformée d'Abel[réf. souhaitée].